# Dante Córdova Blanco
Dante Córdova Blanco (* 3. Juni 1943 in Lima) ist ein peruanischer Politiker, der unter anderem vom 28. Juli 1995 bis zum 3. April 1996 Premierminister von Peru war.

## Leben
Córdova Blanco begann nach dem Besuch des Colegio Nacional Nuestra Señora de Guadalupe 1960 ein Studium der Rechtswissenschaften an der Universidad Nacional Mayor de San Marcos (UNMSM) und nahm nach dessen Abschluss eine Tätigkeit als Rechtsanwalt auf. Daneben war er Manager verschiedener Unternehmen wie zum Beispiel Geschäftsführender Generaldirektor der Schifffahrtgesellschaft PERUMAR S.A., Vorstandsvorsitzender der Reederei PETROLERA TRANSOCEANICA, Direktor der Vereinigung der Flughäfen und Zivilluftfahrt CORPAC (Corporación Peruana de Aeropuertos y Aviación Comercial), Direktor der Exportgesellschaft ADEX (Asociación de Exportadores del Perú), Direktor des Erdölunternehmens Petroperú, Direktor von PERUNED sowie Präsident der Kommission zur Privatisierung öffentlicher Unternehmen COPRI (Comisión de Privatización de las empresas Públicas).
Am 3. Februar 1993 wurde Córdova Blanca durch Premierminister Óscar de la Puente Raygada zum Nachfolger von Alfredo Ross Antezana als Minister für Verkehr, Kommunikation, Wohnungsbau und Bauwesen (Ministro de Transportes, Comunicaciones, Vivienda y Construcción) und bekleidete dieses Ministeramt bis zum 28. Juli 1995. Zugleich war er zwischen dem 8. Juni 1995 und dem 11. April 1996 auch Bildungsminister (Ministro de Educación). Am 28. Juli 1995 wurde er durch Staatspräsident Alberto Fujimori zum Nachfolger von Efraín Goldenberg Schreiber zum Premierminister von Peru (Presidente del Consejo de Ministros). Den Posten des Premierministers bekleidete er bis zum 3. April 1996 und wurde dann durch Alberto Pandolfi Arbulú abgelöst. Später wurde er zu einem Kritiker von Präsident Fujimori.

## Veröffentlichung
- Exposición del señor Presidente del Consejo de Ministros y Ministro de Educación Dr. Dante Córdova Blanco ante el Congreso de la República. Lima, 22 de agosto de 1995, Lima 1995